# 앙두예트

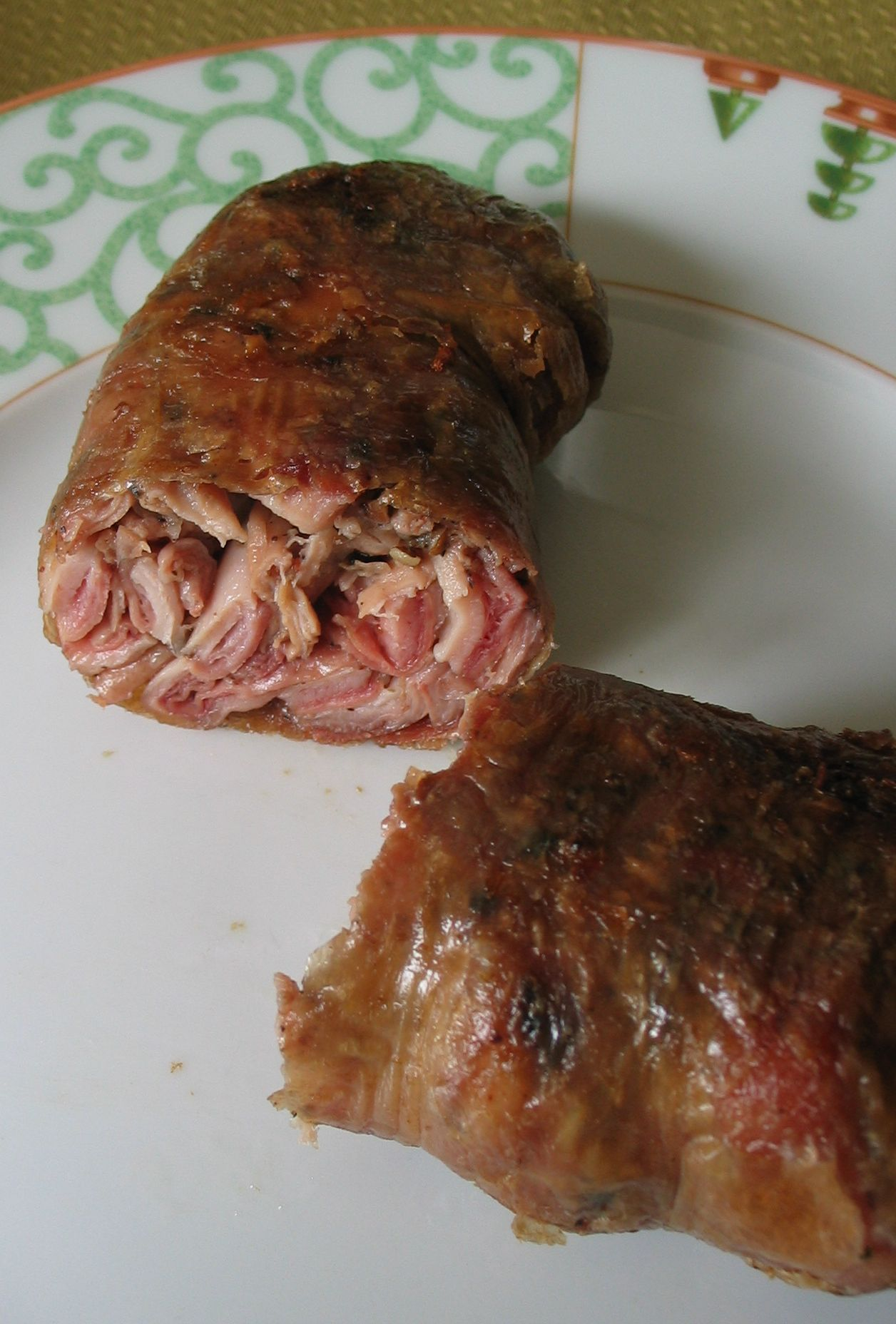

앙두예트(Andouillette, 프랑스어 발음: [ɑ̃dujɛt])는 돼지고기, 후추, 포도주, 양파, 조미료의 내장으로 만든 프랑스식 굵은 소시지이다.
앙두예트는 일반적으로 대장에서 만들어지며 직경이 7–10cm(2+3⁄4–4인치)이다. 진정한 앙두예트는 프랑스 외 지역에서는 거의 볼 수 없으며 결장에서 나오는 강하고 독특한 냄새가 있다. 초심자에게는 때때로 역겨운 냄새가 나지만 신봉자들은 그 향기를 높이 평가한다.
소장으로 만들면 일반적으로 직경이 약 25mm(1인치)인 통통한 소시지이다.

## 성분 및 역사
"앙두예트 소시지"의 최초 구성이 어떠했는지는 알려져 있지 않으며 19세기 이전의 앙두예트 구성에 대한 기록도 없다. 19세기 사전에서는 단순히 "작은 앙두예트"(petites andouilles)라고 설명한다.
근래 수십 년 동안 다양한 구성의 앙두예트가 샤르퀴트리 생산자에 의해 제공되거나 제공되었다. 주요 차이점은 돼지고기, 송아지고기 또는 둘의 혼합 여부에 관계없이 사용되는 주요 재료와 관련이 있다. 21세기에는 역사적으로 더 값비싼 고기 재료인 송아지 고기를 포함하는 것이 BSE에 대한 우려로 금지되었다. 일부 프랑스 지역(Cambrésis, Lyonnais 등)에서는 송아지 고기가 금지될 때까지 계속 포함되었다. 다른 지역에서는 100년 이상 동안 돼지고기가 앙두예트의 유일한 고기였다. 19세기와 20세기 동안 지역 생산자들은 시간과 장소에 따라 고유한 조리법을 사용했을 가능성이 높다. 지역 전문 매장에서 사용하는 조리법은 상당히 다양하다.